# Mithraeum des Bolards
Le mithraeum des Bolards est un mithraeum situé sur le site archéologique Les Bolards, à Nuits-Saint-Georges dans le département de Côte-d'Or,.

## Historique
Les vestiges d'un sanctuaire dédié au culte de Mithra ont été découverts entre 1932 et 1939, sur le site gallo-romain des Bolards. En 1948 des nouvelles fouilles ont mis au jour de nombreux objets dont la plupart sont exposés au musée archéologique de Dijon.

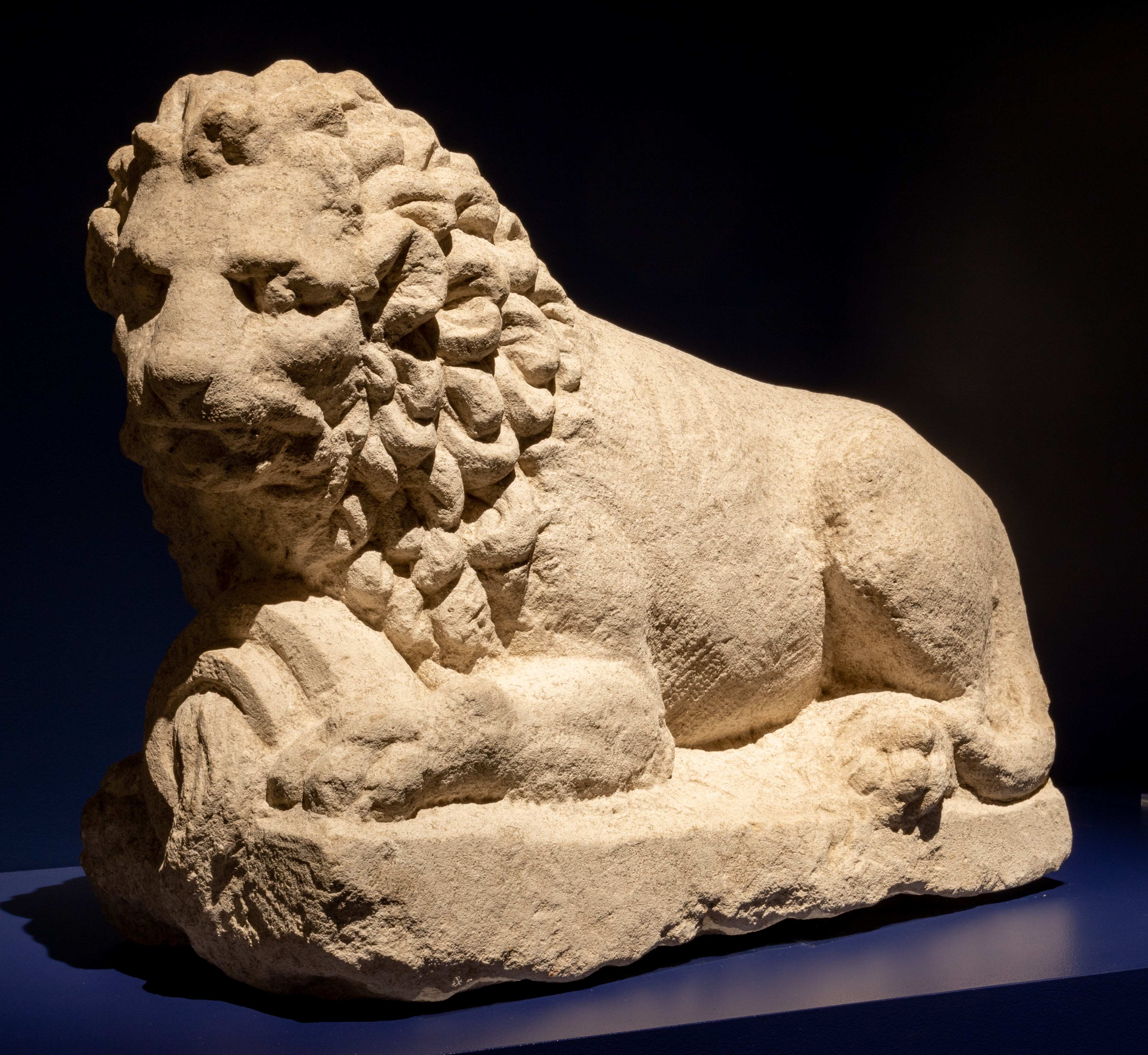
Le lion tenant l'urne.

Le mithraeum était de dimensions modestes (8 m de long sur 5,50 m de large). Un escalier de trois marches en pierre permettait d'accéder à la cella (nef centrale) ne mesurant que 3 m de large et flanquée de banquettes latérales où prenaient place les adeptes. Un socle de pierre, au fond du couloir central, devait recevoir la tauroctonie de Mithra. En 1948, sur cet espace, ont été trouvés divers morceaux de sculptures  : têtes avec bonnet phrygien, pied et sabot de taureau, fragments inscription sur une pierre oolithique donnant le début du nom Mithra, gueule de chien, petite colonnette en marbre, le lion à l'urne et Cautès, diverses offrandes votives, des instruments en fer….
Le socle de la statue en haut-relief de Cautès porte l'inscription :
« L(ibens) l(aetus) Antti/ocus (sic) d(e) s(uo) p(osuit). »
« De son plein gré, et avec joie, Antiocus, à ses frais, l'offrit. »

### Musée de Nuits-Saints-Georges
Le musée propose une exposition mithraïque.